# Nyfönnemyrtjärnen (Bjurholms socken, Ångermanland)
Nyfönnemyrtjärnen är en sjö i Bjurholms kommun i Ångermanland och ingår i Lögdeälvens huvudavrinningsområde.